# 황산초등학교 징의분교
황산초등학교 징의분교는 대한민국 전라남도 해남군 황산면 고천암로 795-9 (한자리)에 있었던 공립 초등학교이다.

## 연혁
- 1949년 9월 1일 황산국민학교 징의수업장 개설
- 1960년 3월 14일 황산국민학교 징의분교장 개설
- 1996년 1월 10일 황산남국민학교로 편입
- 1996년 3월 1일 황산남초등학교 징의분교로 개칭
- 2000년 3월 1일 황산초등학교로 편입
- 2004년 3월 1일 폐교